# Gerd Albrecht

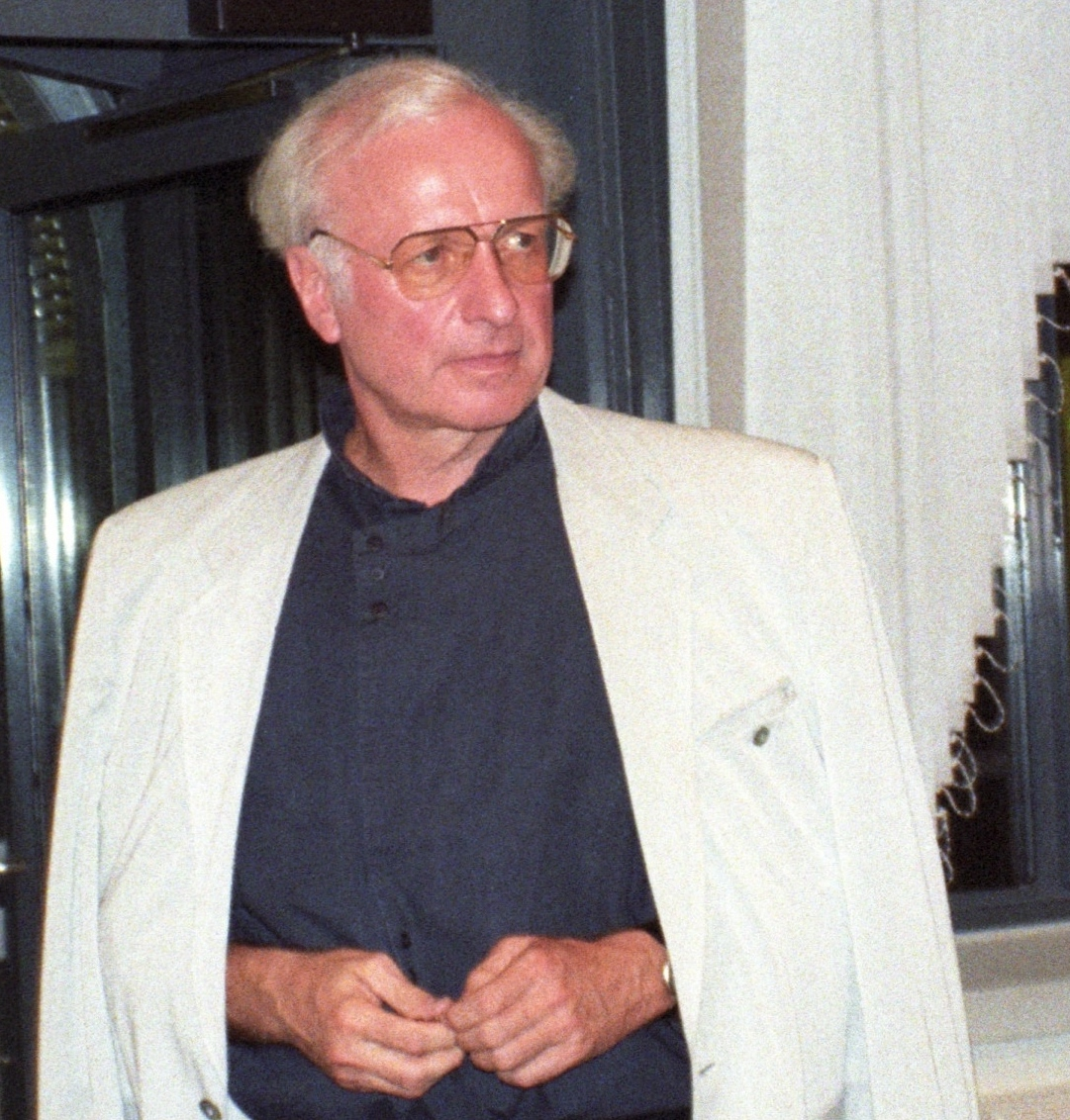
Gerd Albrecht

Gerd Albrecht (Essen, 19 de julio de 1935 - Berlín, 2 de febrero de 2014) fue un director de orquesta alemán. 

## Biografía
Hijo del musicólogo Hans Albrecht (1902-1961), estudió musicología y filosofía en Kiel y Hamburgo, donde se formó como director de orquesta con Hans Brückner-Rüggeberg (1906-1985). 
A los 22 años fue el ganador del Concurso Besançon y con 27 años fue nombrado el director de orquesta general más joven de Alemania, luego fue titular en Kassel (1966-72), en la Deutsche Oper Berlin (1972-76), en la Tonhalle-Orchester Zúrich (1975-80) y en Hamburgo, donde ejerció de director de orquesta general y de director de ópera (1988-97). Participó en los festivales de Salzburgo, Múnich, Edimburgo, Lucerna y Viena. 
Albrecht dirigió el estreno de Lear, ópera de Aribert Reimann.
Estrenó y grabó obras de Wolfgang Fortner, György Ligeti, Wolfgang Rihm, Hans Werner Henze, Alfred Schnittke, Alexander Zemlinsky, Rolf Liebermann, Helmut Lachenmann, Krzysztof Penderecki. y de compositores prohibidos por el nacionalsocialismo como Hans Krása, Viktor Ullmann y Erwin Schulhoff.
En 1991, fue elegido por votación para la Orquesta Filarmónica Checa como el primer director titular extranjero. En 1996, por intrigas políticas, Albrecht tuvo que abandonar el puesto antes de tiempo. Desde 2004 retomó la dirección de la centenaria orquesta, durante el Festival de Salzburgo y en 2006 durante una gira por Latinoamérica.
Entre 1997 y 2007, fue director principal de la Yomiuri Nippon Symphony Orchestra de Tokio y entre 2000-2004, dirigió la Danish National Symphony Orchestra
El profesor Albrecht también es autor de libros infantiles y cuentos para niños. En 1989 fundó el Museo Klingende en Hamburgo.

## Discografía

### Óperas completas
Berlioz, Les troyens, Albrecht/Dernesch/Ludwig/Lilowa/Chauvet/Schöne/Ghiuselev, 1976, live in Vienna, Gala
Busoni, Arlecchino, Albrecht/Bellamy/Wörle/Lorenz/Pape/Lika, 1992, Capriccio
Busoni, Turandot, Albrecht/Plech/Schreckenbach/Protschka/Pape, 1992, Capriccio
Dvořák, Armida, Albrecht/Borowska/Ochman/Kříž/Fortune/Daniluk, 1995, live in Prague, Orfeo
Dvořák, Devil and Kate (Čert a Káča), The, Albrecht/Romanko/Breedt/Straka/Mikuláš, 2007, Orfeo
Dvořák, Dimitrij, Albrecht/Hajóssyová/Ághová/Vodička/Kusnjer/Mikuláš, 1989, Supraphon
Dvořák, Jakobín, Albrecht/Danková/Ághová/Lorenz/Lehotsky/Bronikowski/Stephinger, 2003, Orfeo
Dvořák, King and Collier (Král a uhlíř), Albrecht/Ághová/Breedt/Lehotsky/Schäfer/Jenis/Mikuláš, 2005, live in Cologne, Orfeo
Dvořák, Svatební košile, Albrecht/Ághová/Protschka/Kusnjer, 1991, live in Hamburg, Orfeo
Dvořák, Vanda, Albrecht/Romanko/Tchistiakova/Breedt/Straka/Kusnjer/Kusnjer/Daniluk, 1999, Orfeo
Gurlitt, Soldaten, Albrecht/Müller/Barainsky/Breedt/Harper/Mohr/Burt, 1998, Orfeo
Gurlitt, Wozzeck, Albrecht/Lindsley/Wottrich/Wörle/Scharinger/Hermann, 1993, Crystal
Halévy, La Juive,  Albrecht/Ghazarian/Tokody/Carreras/Merritt/Siepi, 1981, live in Vienna, abridged, Legato
Henze, Bassarids, Albrecht/Lindsley/Armstrong/Riegel/Tear/Schmidt-A/Murray-W/Burt, 1986, Koch
Henze, verratene Meer (Gogo no Eiko), Das, Albrecht/Midorikawa/Takahashi/Mihara, 2006, live in Salzburg, Orfeo
Hindemith, Cardillac, Albrecht/Schweizer/Schunk/Nimsgern/Stamm, 1988, Wergo
Hindemith, Mathis der Maler, Albrecht/Rossmanith/Hass/Protschka/Kruse/Hermann/Stamm, 1989, Wergo
Hindemith, Mörder, Hoffnung der Frauen, Albrecht/Schnaut/Grundheber, 1986, Wergo
Hindemith, Nusch-Nuschi, Das, Albrecht/Schweizer/Lindsley/Sieber/Schreckenbach/Gahmlich/Knutson/Stamm/Halem, 1987, Wergo
Hindemith, Sancta Susanna, Albrecht/Donath/Schnaut/Schreckenbach, 1984, Wergo
Janáček, Osud, Albrecht/Ághová/Straka, 1995, live in Prague, Orfeo
Krenek, Karl V, Albrecht/Jurinac/Ciesinski-Kr/Schwarz/Moser-T/Melchert/Schreier/Adam, 1980, live in Salzburg, Philips
Liebermann-R, Freispruch für Medea, Albrecht/Pollet/Spingler/Kowalski/Haugland/Mist, 1995, live in Hamburg, Musiques Suisses
Marschner, Hans Heiling, Albrecht/Zeumer/Schröder-Feinen/Gilles/Siukola/Weikl, 1972, live in Torino, Voce
Massenet, Thérèse, Albrecht/Baltsa/Araiza/Fortune, 1981, live in Rome, Orfeo
Mercadante, giuramento, Il, Albrecht/Bernard/Baltsa/Carreras/Kerns, 1974, live in Berlin, House of Opera
Mercadante, giuramento, Il, Albrecht/Zampieri/Baltsa/Domingo/Kerns, 1979, live in Vienna, Orfeo
Meyerbeer, L'africaine, Albrecht/Brunner/Arroyo/Lamberti/Milnes, 1977, live in Munich, Myto
Puccini, Gianni Schicchi, Albrecht/Ghazarian/Lilowa/Ramiro/Berry, 1979, live in Vienna, Orfeo
Puccini, Gianni Schicchi, Albrecht/Rossmanith/Dernesch/Ombuena Valls/Duesing, 1995, DVD, Hamburg, Encore
Puccini, Suor Angelica, Albrecht/Lorengar/Meyer, 1979, live in Vienna, Bella Voce
Puccini, Suor Angelica, Albrecht/Gallardo-Domâs/Dernesch, 1995, DVD, Hamburg, Encore
Puccini, Il tabarro, Albrecht/Zschau/Atlantov/Bruson, 1979, live in Vienna, Bella Voce
Puccini, Il tabarro, Albrecht/Daniels/Margison/Grundheber, 1995, DVD, Hamburg, Encore
Reimann, Lear, Albrecht/Varady/Dernesch/Lorand/Knutson/Götz/Holm/Boysen/Fischer-Dieskau/Plöcker, 1978, live in Munich, DG
Schnittke, D Johann Fausten, Historia von, Albrecht/Schwarz/Raunig/Büchner/Lorenz/Freier, 1995, live in Hamburg, RCA
Schoeck, Penthesilea, Albrecht/Gessendorf/Marsh/Dernesch/Lipovšek/Hiestermann/Adam, 1982, live in Salzburg, Orfeo
Schönberg, Erwartung, Albrecht/Nielsen, 2003, Chandos
Schreker, ferne Klang, Der, Albrecht/Schnaut/Juon/Wörle/Moser-T/Hermann/Nimsgern, 1990, Capriccio
Schreker, Die Gezeichneten, Albrecht/Martin-Ja/Riegel/Becht/Adam/Meven, 1984, live in Salzburg, Orfeo
Schreker, Der Schatzgräber, Albrecht/Schnaut/Kruse/Protschka/Haage/Helm/Stamm, 1989, live in Hamburg, abridged, Capriccio
Schumann, Genoveva, Albrecht/Faulkner/Behle-R/Lewis-K/Stamm/Titus/Schultz, 1992, live in Hamburg, Orfeo
Spohr, Jessonda, Albrecht/Studer/Soffel/Moser-T/Hermann/Hölle, 1985, live in Vienna, Voce
Spohr, Jessonda, Albrecht/Varady/Behle-R/Moser-T/Fischer-Dieskau/Moll, 1990, live in Hamburg, abridged, Orfeo
Spontini, Olimpie, Albrecht/Varady/Toczyska/Tagliavini/Fischer-Dieskau/Fortune, 1984, Orfeo
Ullmann, zerbrochene Krug, Der, Albrecht/Barainsky/Breedt/Künzli/Hermann, 1997, Orfeo
Wolf, Der Corregidor, Albrecht/Donath/Soffel/Hollweg/Fischer-Dieskau/Halem, 1985, Koch Schwann
Zemlinsky, Eine florentinische Tragödie, Albrecht/Soffel/Riegel/Sarabia, 1984, Schwann
Zemlinsky, Der König Kandaules, Albrecht/Warren/O’Neal/Pederson, 1996, live in Hamburg, Capriccio
Zemlinsky, Der Traumgörge, Albrecht/Martin-Ja/Protschka, 1988, Capriccio
Zemlinsky, Der Zwerg, Albrecht/Nielsen/Haldas/Riegel/Weller, 1983, Schwann